# Galiblatta williamsi
Galiblatta williamsi är en kackerlacksart som beskrevs av Roth, L. M. 1968. Galiblatta williamsi ingår i släktet Galiblatta och familjen jättekackerlackor. Inga underarter finns listade i Catalogue of Life.